# Розов цвят
Розово е второстепенен цвят от бялата слънчева светлина, намиращ се в амплитудата на червения тон, разпознаваем от човека предимно в цветовете на някои ябълки, рози и др.
Производен цвят в топлите тонове в изобразителното изкуство. Розовото е сложен вторичен цвят - съчетание между основен цвят червено и неутрален бяло.
Сред градовете, известни като „розовия град“ са град Джайпур и Маракеш.
В нацистките концентрационни лагери, хомосексуалните мъже са носили розов триъгълник. Впоследствие, ЛГБТ движението превръща розовия триъгълник от стигма в символ на ЛГБТ движението, със семантичната натовареност за запазване на паметта за жертвите на Холокоста сред нехетеросексуалните хора.  Според психолозите се свързва с любов, нежност, спокойствие, забавление, сладост, игривост, детсво, дружелюбие и женственост, а когато се комбинира с лилаво или черно – с еротика и съблазъм.